# Estación de Lugones
Lugones (Lugones/Llugones según la nomenclatura de Renfe) es una estación de ferrocarril situada en el municipio español de Siero, en el Principado de Asturias. Forma parte de las líneas C-1 y C-3 de Cercanías Asturias. 

## Situación ferroviaria
La estación se encuentra en el punto kilométrico 144,8 de la línea férrea de ancho ibérico que une Venta de Baños con Gijón a 163 metros de altitud. El tramo es de vía doble y está electrificado.

## Historia
La estación fue abierta al tráfico el 23 de julio de 1874 con la puesta en marcha del tramo Pola de Lena-Gijón de la línea que pretendía unir León con Gijón. La construcción fue obra de la Compañía de los Ferrocarriles de Asturias, Galicia y León creada para continuar con las obras iniciadas por Noroeste anterior titular de la concesión. Sin embargo su situación financiera no fue mucho mejor que la de su antecesora y en 1885 acabó siendo absorbida por Norte. En 1941, la nacionalización del ferrocarril en España supuso la desaparición de esta última y su integración en la recién creada RENFE. 
Desde el 31 de diciembre de 2004 Renfe Operadora explota la línea mientras que Adif es la titular de las instalaciones ferroviarias.

## Servicios ferroviarios

### Media Distancia
En la actualidad no efectúa parada ningún tren de Media Distancia en la estación. 
Los trenes con parada en Lugones que llegan más al sur son los 9 servicios diarios (lunes a viernes) entre Gijón y Puente los Fierros, siendo esta la estación más al sur a la que se puede llegar tomando un tren desde Lugones.

### Cercanías
Forma parte de las líneas C-1 y C-3 de Cercanías Asturias. En relación con la primera, la unen con Gijón y Oviedo trenes cada 30 minutos los días laborables, mientras que los sábados, domingos y festivos la frecuencia se reduce a una hora. Hacia Puente de los Fierros solo continúan una decena de trenes que se reducen a seis los fines de semana porque el resto de trenes finalizan su trayecto en esta estación.
La duración del viaje es de unos 6 minutos a Oviedo y de algo menos de 30 minutos hasta Gijón en el mejor de los casos.
Respecto a la línea C-3, la frecuencia habitual de trenes es de un tren cada 30-60 minutos. El trayecto entre Lugones y San Juan de Nieva se cubre generalmente en unos 40 minutos.
| procedencia/destino | < estación      | Línea | estación >    | destino/procedencia               |
| ------------------- | --------------- | ----- | ------------- | --------------------------------- |
| Gijón               | Lugo de Llanera |       | La Corredoria | Pola de LenaPuente de los Fierros |
| San Juan de Nieva   | Lugo de Llanera |       | La Corredoria | Llamaquique                       |